# Pozsony-Újváros
Pozsony-Újváros (szlovákul Nové Mesto, németül Neustadt, korábban Pozsony-Virágvölgy, szlovákul Kvetná dolina vagy Blumentál, németül Blumenthal) Pozsony történelmi városrészeinek egyike. A város 1949-beli közigazgatási felosztásakor létrehozott mai Nové Mesto városrész határai nem teljesen azonosak annak történelmi, 1930-ig érvényben levő területhatáraival. Közigazgatásilag jelenleg Pozsony város III. kerületét alkotó városrészek egyike. 2011-ben 36 314 lakosából 32 985 szlovák, 1073 magyar és 563 cseh volt.

## Története

Pozsony-Újváros jelenkori közigazgatási területe

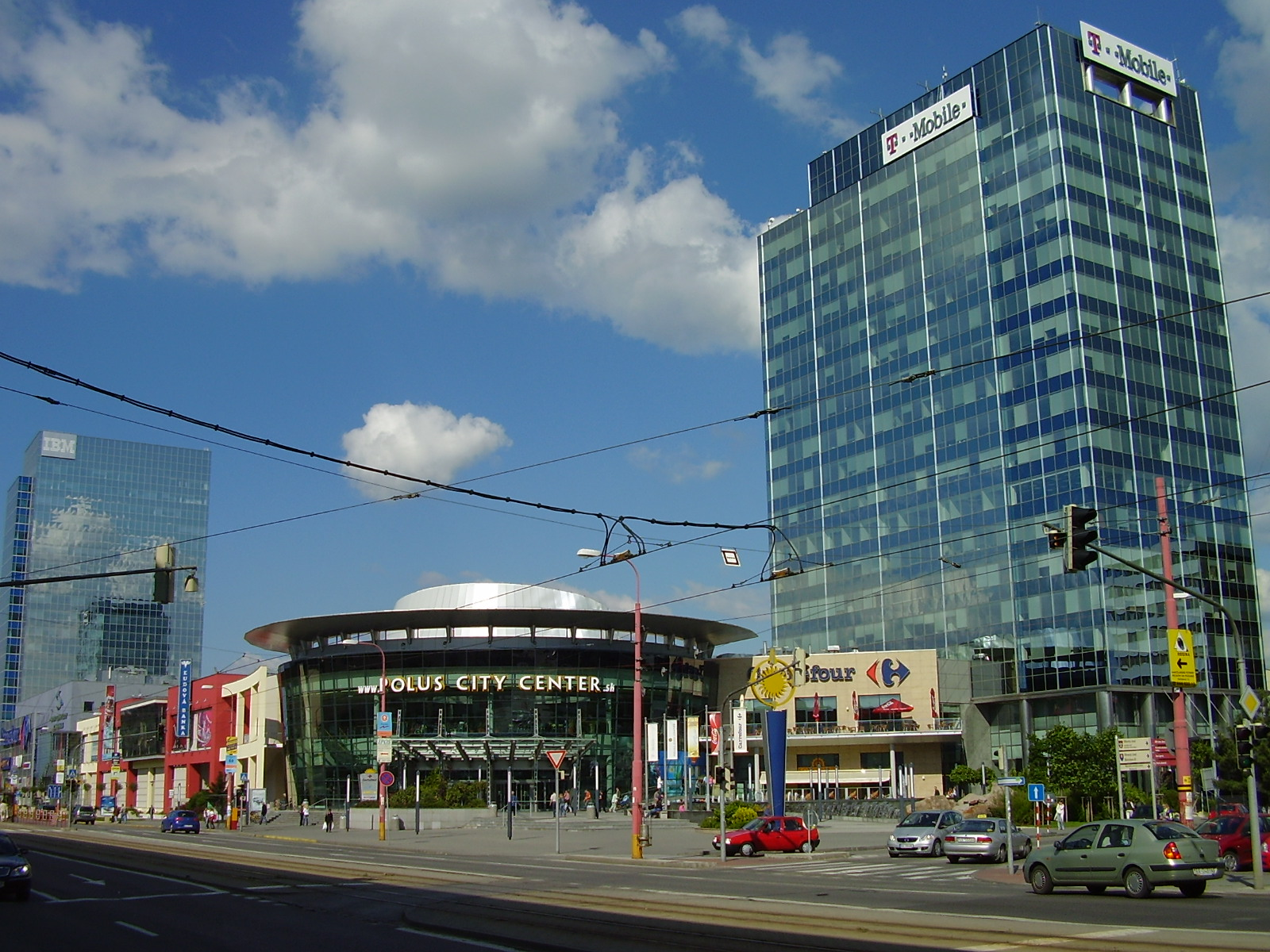
A pozsonyi Polus City Center

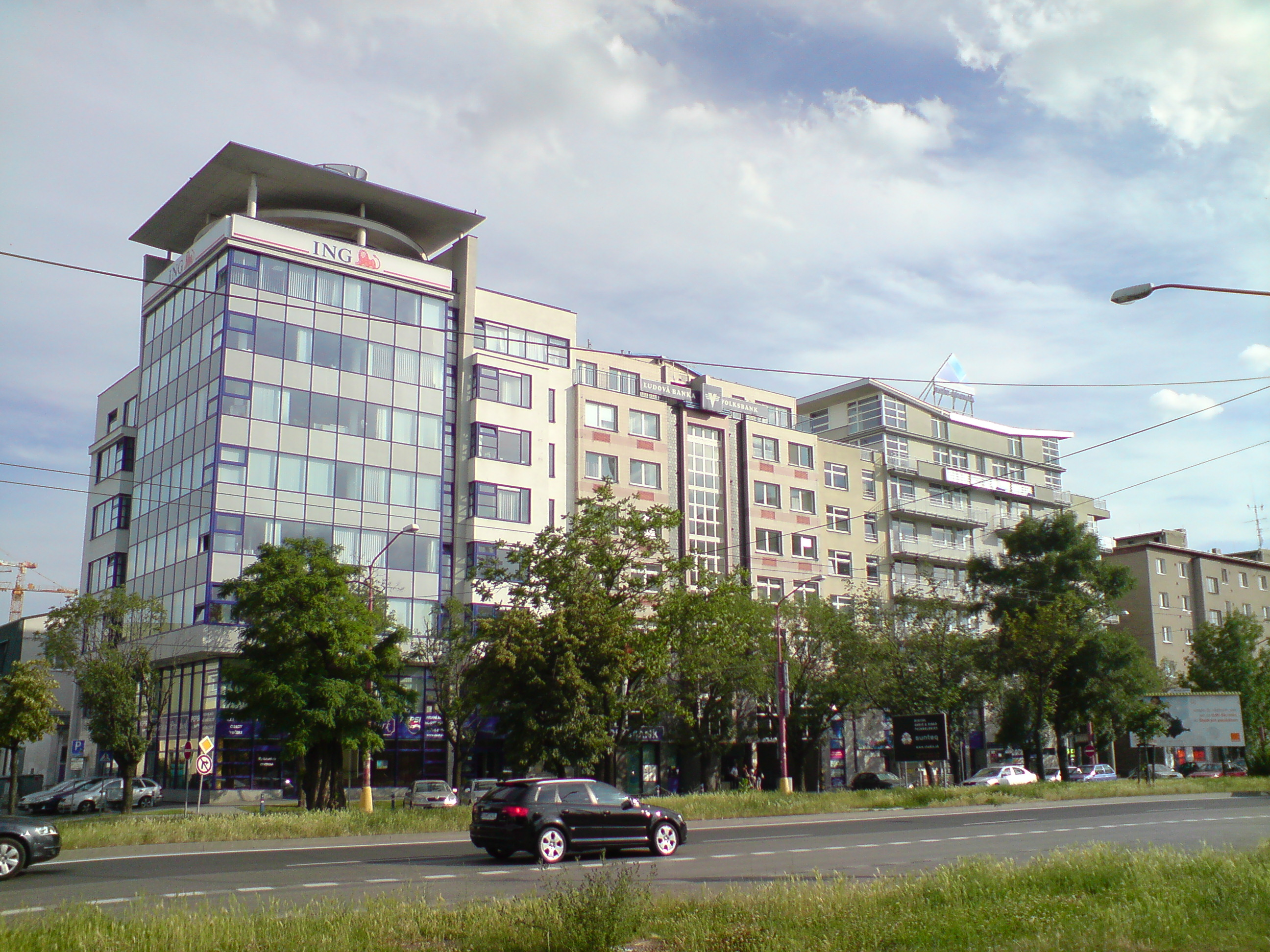
A pozsonyi árutőzsde épülete

A település keletkezése a 18. században valószínűsíthető, a pozsonyi vártól északkeleti irányban fekvő jelenlegi Vazovova utca (korábban Pálffy-utca) tájékán. Az anyakönyvezést 1770-ben vezették be. Későbbi terjeszkedése által közigazgatásilag Pozsony városának részévé vált. Írott források elsőként 1840-ben, Pozsony egykori három városrészének egyikeként, Virágvölgy (németül Blumenthal) néven említik. A város 1848-as közigazgatási átszervezésekor, az új felosztás szerinti öt városrész egyikeként, mint külváros szerepelt, ekkor nevezték át Újváros (németül Neustadt) névre. Az első világháborút követően, miután Pozsony az akkor létrejövő Csehszlovákia részévé vált, a Virágvölgy szlovák fordítása alapján Kvetná dolina-ra nevezték át. Azonban néhány hónap elteltével elnevezését Nové Mesto-ra (magyarul Újváros) módosították. A város 1930-beli közigazgatási átszervezésekor területét a létrejövő új városrészekhez csatolták. A második világháborút követően, 1949-ben ismét létrehozták – Pozsony III. kerületének részeként – a Nové Mesto városrészt, mely azonban a történelmi Újvárossal nem teljesen azonos területen, attól északkeletre eltolódva fekszik, ezenkívül hozzákapcsolták Szőlőhegy (Vinohrady) területét is.

## Nevezetességei
- Szűz Mária Mennybemenetele templom

## Híres emberek
- Itt született 1896. január 26-án Kiss József hadnagy, az első világháború legeredményesebb magyar pilótája.

## Egészségügy
- A kramárei kórház 440 ágyas gyermekgyógyászati osztályát 1989. november 7-én adták át.

## Fordítás
- Ez a szócikk részben vagy egészben a Kvetná dolina című szlovák Wikipédia-szócikk ezen változatának fordításán alapul.  Az eredeti cikk szerkesztőit annak laptörténete sorolja fel. Ez a jelzés csupán a megfogalmazás eredetét és a szerzői jogokat jelzi, nem szolgál a cikkben szereplő információk forrásmegjelöléseként.